# Punta Arenas
Punta Arenas is een gemeente in de Chileense provincie Magallanes in de regio Magallanes y la Antártica Chilena. Punta Arenas telde 131.592 inwoners in 2017.
Punta Arenas is een regiohoofdstad in het uiterste zuiden van Chili, bij de Straat Magellaan. Het is na Ushuaia de meest zuidelijke stad van het Zuid-Amerikaanse vasteland. Het is ook de derde grootste stad van heel Patagonië. De naam Punta Arenas is afgeleid van het Spaanse Punta Arenosa ("Zanderige Punt"). De meeste inwoners van Punta Arenas zijn van Spaanse, Portugese, Kroatische, Britse of Scandinavische afkomst. Vooral de Kroatische migranten zouden een grote rol gespeeld hebben bij de ontwikkeling van Punta Arenas en de regio Magallanes. Een bewijs hiervan zijn de talloze namen van gebouwen en winkels in de stad. Volgens sommige bronnen zou tot 50% van de stadsbevolking van Kroatische afkomst zijn. De voormalige burgemeester, Vladimiro Mimica, is eveneens van Kroatische afkomst.
De plaats is de zetel van het rooms-katholieke bisdom Punta Arenas.

## Toerisme
In de Chileense zomer (januari en februari) komen veel toeristen naar Punta Arenas om te genieten van het landschap dat bestaat uit gletsjers, meren en fjorden. Rechtover Punta Arenas ligt op Vuurland de Chileense plaats Porvenir.

## Stedenbanden
- Ushuaia (Argentinië)[1]
- Bellingham (Verenigde Staten)
- Split (Kroatië)

## Geboren
- Mario Galindo (1951), voetballer
- Mauricio Aros (1976), voetballer
- Gabriel Boric (1986), politicus; sinds 2022 president van Chili

## Galerij

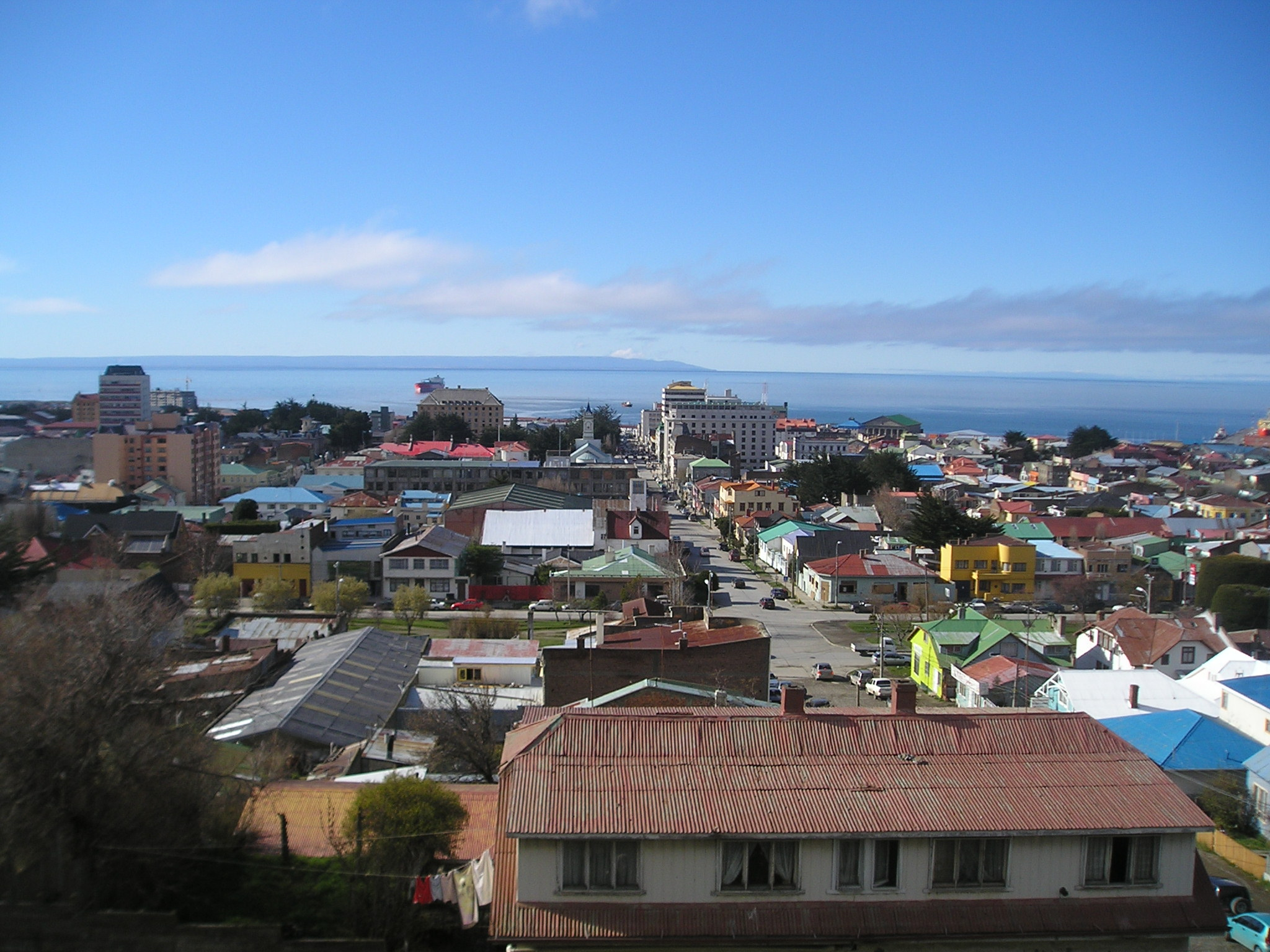
Punta Arenas, met op de achtergrond Straat Magellaan en Vuurland
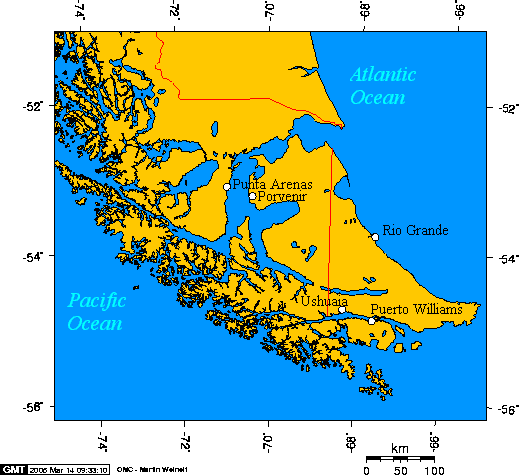
Ligging van Punta Arenas
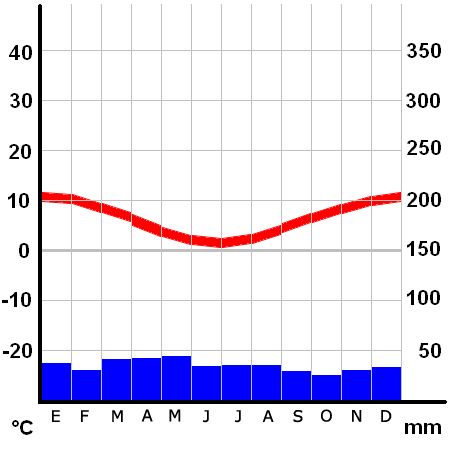
Klimaatdiagram